# 回線交換
回線交換 (Circuit switching) とは、通信開始から終了まで、物理的または仮想的な伝送路を設定し、回線を占有して行う通信の交換方式であり、またその方式によるデータ通信を言う。コネクション指向（Connection oriented）通信とも言う。対義概念としてパケット通信（蓄積交換）がある。
基本的には交換機による電信・電話回線の交換サービスを起源としている。

## 特徴

### 利点
- パケット通信のようにデータを蓄積したり流量・再送等のパケット制御の必要がなく、その分は交換設備の機能が簡便で済む。
- 回線を占有するため、基本的には、接続速度やQoSが保証されたギャランティ型となる。
- 輻輳などによる、伝送遅延時間の変動は比較的少ないかまたは無いが、その代わりに、空き回線の不足のために接続不能となる事がある。

### 欠点
- 回線を流れるデータ量にかかわらず、複数の端末による伝送路などの共有ができないため、利用効率が悪い。
- 異なる速度の端末装置同士の通信は比較的困難となる。
- 通信中は回線を占有しつづけるため、通信中での動的な（伝送路や交換設備の）経路選択は比較的困難となる。
- 回線交換方式自体には、誤り検出した場合に再送信をする仕組みはない（別途そのためのパケット通信的な仕組みを実装する必要がある。例: PIAFS）。
- 物理的な伝送路を物理的な方法により交換する場合、交換設備が物理的に大型になる（例: 電話交換台、クロスバ電話交換機）。